# Svenska tryckeriföreningen
Svenska tryckeriföreningen (ST) var en svensk branschorganisation för tryckeribranschen grundad 1893 som Allmänna svenska boktryckareföreningen. Från 1911 var namnet Svenska boktryckareföreningen.